# Javier Rodríguez Palacios
Javier Rodríguez Palacios (Alcalá de Henares, 5 de abril de 1972) es un político español. Fue alcalde de Alcalá de Henares desde el 13 de junio de 2015 hasta el 17 de junio de 2023, cuando fue sustituido por Judith Piquet Flores.

## Biografía
Nació en Alcalá de Henares el 5 de abril de 1972. Pasó su infancia y juventud en Alcalá de Henares, donde se vinculó a organizaciones de voluntariado y ayuda humanitaria. Cursó estudios en el colegio San Gabriel, gestionado por los padres pasionistas, y posteriormente en la Escuela Superior de Ingenieros Agrónomos de Universidad Politécnica de Madrid, graduándose como Ingeniero Agrónomo en 1998.

### Cooperativas Agroalimentarias (1999-2002)
Después de finalizar la carrera, en 1999 empezó a trabajar en la Confederación de Cooperativas Agrarias de España (actualmente Cooperativas Agroalimentarias), organización que agrupa y representa a 3000 empresas cooperativas del ámbito agrario, ganadero y alimentario integradas en federaciones y uniones de todas las comunidades autónomas. Empresas que en el año 2007 facturaron en su conjunto más de 13 700 millones de euros.
En el año 2000, fue nombrado Director de la Oficina de dicha entidad ante la Unión Europea, en Bruselas, donde residió durante años. Esta oficina ostenta la representación de las cooperativas españolas ante la Comisión Europea, el Parlamento Europeo y la unión de agricultores y cooperativas europeas (COPA-CEGECA). A su regreso en el año 2002 formó parte del Gabinete de Dirección de las Cooperativas Agroalimentarias, estando presente en las negociaciones entre el Ministerio de Agricultura y el sector agrario en numerosos ámbitos y especialmente en los relacionados con la reforma de la Política Agraria Común y sus efectos en España.

### Ministerio de Agricultura (2004-2007)
Tras la victoria del PSOE en las elecciones generales del año 2004, Rodríguez Palacios fue en junio de ese mismo año asesor ejecutivo de la ministra de Agricultura, Pesca y Alimentación, Elena Espinosa. En esta época se ocupó del diálogo con los agentes sociales, así como temas sectoriales y relación con las comunidades autónomas en el ámbito de la Subsecretaría del Ministerio.

### Líder de la oposición en Alcalá de Henares (2007-2015)
En 2007 es candidato del PSOE en Alcalá de Henares para las elecciones municipales. En estas elecciones el PP mantiene su mayoría absoluta, invistiendo como alcalde a Bartolomé González con los 14 votos del PP. Javier Rodríguez Palacios es apoyado por los 11 votos del PSOE, y Pilar Fernández Herrador de IU por los 2 votos de IU. A lo largo del mandato 2007-2011, Javier Rodríguez Palacios es el portavoz del Grupo Municipal Socialista en el Ayuntamiento de Alcalá de Henares.
En octubre de 2007 es elegido presidente del Partido Socialista en Alcalá de Henares, responsabilidad con la que continúa en septiembre de 2008 tras la elección de una nueva dirección política local. 
En las elecciones municipales de 2011, Javier Rodríguez es nuevamente candidato a la alcaldía. En estas elecciones, el PP pierde la mayoría absoluta en Alcalá de Henares, y se produce la llegada a la corporación municipal de la formación UPyD con dos concejales. PSOE e IU alcanzan un acuerdo de investidura que suma 12 votos para Rodríguez Palacios, sin embargo la abstención de UPyD impide el cambio de gobierno y permite investir de nuevo, por cuarta vez, a Bartolomé González como alcalde con los 12 votos del Partido Popular.
En abril de 2012 Javier Rodríguez Palacios es elegido nuevo secretario general del PSOE de Alcalá de Henares con el 71 % de los votos de los militantes de la agrupación, sustituyendo al antiguo secretario general Eusebio González Jabonero.
En julio de 2012, Bartolomé González dimite como alcalde. Se abre un nuevo proceso de investidura en el que es elegido con 14 votos el alcalde Javier Bello Nieto del PP (los 12 votos del PP más los dos votos de UPyD) mediante un acuerdo de 25 puntos con la formación UPyD.
En diciembre de 2012 se rompe el acuerdo entre el Partido Popular y UPyD; posteriormente en enero de 2013, el Partido Socialista inicia un proceso para el cambio de gobierno en Alcalá, mediante una moción de censura. Se alcanza un acuerdo con UPyD, refrendado en asamblea por el 80 % de la militancia socialista en mayo de 2013, con lo que se lograron 11 firmas para el cambio de gobierno. Finalmente la formación Izquierda Unida decidió no apoyar dicho cambio y sus tres concejales no firmaron la moción de censura manteniéndose Javier Bello (PP) como alcalde hasta el final de la legislatura.

### Alcalde de Alcalá de Henares (2015-2023)
En julio de 2014 fue elegido miembro del Comité Federal del PSOE y fue el candidato del Partido Socialista a la alcaldía de Alcalá de Henares en las elecciones municipales del 24 de mayo de 2015. En estos comicios se eligieron 27 concejales, obteniendo siete su candidatura. El 13 de junio, día en que se constituye la corporación municipal, su investidura fue apoyada por los ediles de su partido, además de por los seis de la formación Somos Alcalá (liderada por Alberto Egido) y la única concejal de IU (Pilar Fernández), lo que le dio la alcaldía.
El 31 de julio de 2015, tras el proceso de elección de la nueva ejecutiva del PSM, es nombrado vicesecretario general del PSOE-M dentro del equipo de la propuesta y coordinación de Sara Hernández.
En octubre de 2017, es elegido por el Congreso del PSOE-M presidente del Comité de Ética y Garantías del Partido Socialista de Madrid.
En la votación de investidura celebrada el 15 de junio de 2019 resultó reelegido por mayoría absoluta alcalde de Alcalá de Henares, con los votos de los 12 concejales de su partido político y el apoyo de los 2 concejales de Unidas Podemos-Izquierda Unida. En las elecciones del 28 de mayo de 2023 la candidatura municipal del PSOE fue la más votada, obteniendo 11 concejales, pero no fue suficiente para renovar el cargo.

### Diputado en el Congreso por la Comunidad de Madrid (2023- )
Fue elegido en la Elecciones generales de España del 23 de julio de 2023, para la XV legislatura de España, como candidato número 11 de la lista del PSOE al Congreso de Diputados por la Comunidad de Madrid. “El primer diputado alcalaíno en el  Congreso desde la llegada de la democracia”,  asumiendo el cargo desde el 5 de diciembre de 2023.  Previamente lo habían sido: Lucas del Campo y Fernández en las Cortes de la Restauración; y en las Cortes republicanas: Andrés Saborit, Antonio Fernández Quer, Eugenio Arauz Pallardó y Manuel Azaña.